# Золотой дом (фильм)
«Золото́й дом» — советский фильм киностудии «Мосфильм», снятый режиссёром Владимиром Басовым в 1959 году. Премьера кинокартины состоялась 18 апреля 1960 года.

## Сюжет
Забайкалье. В России идёт гражданская война, в крае хозяйничают колчаковцы. Многие родители мечтают отправить сыновей послушниками в дацан, где можно получить образование, и бурятский мальчик Арсалан, до этого батрачивший пастухом у местного богача, становится учеником у монахов-лам. Но Арсалану претит жизнь в стенах монастыря, и однажды он бежит из дацана, за стенами которого продолжается война.

## В ролях
- Боря Семёнов — Арсалан
- Мила Маншеева — Долсон
- Лхасаран Линховоин — Лодон, командир отряда красных
- Михаил Фёдоров — Игнатьев, комиссар отряда
- Буда Вампилов — Гэсхи-лама
- Антроп Ильин — нойон Ело
- Виктор Брежнев — белый офицер
- В. Бадеев — Дагба
- Цэдэн Дамдинов — пастух Гонгор
- Буянто Аюшин — буддистский монах

## Съёмочная группа
- Режиссёр: Владимир Басов
- Авторы сценария: Валентин Ежов, Гомбожап Цыдынжапов, Даширабдан Батожабай
- Оператор: Пётр Сатуновский
- Композитор: Баудоржи Ямпилов
- Художник: Георгий Турылёв
- Художники по костюму: Валентин Перелётов, Александр Тимин

Натурные съёмки велись в Бурятии.